# Wiesentheid

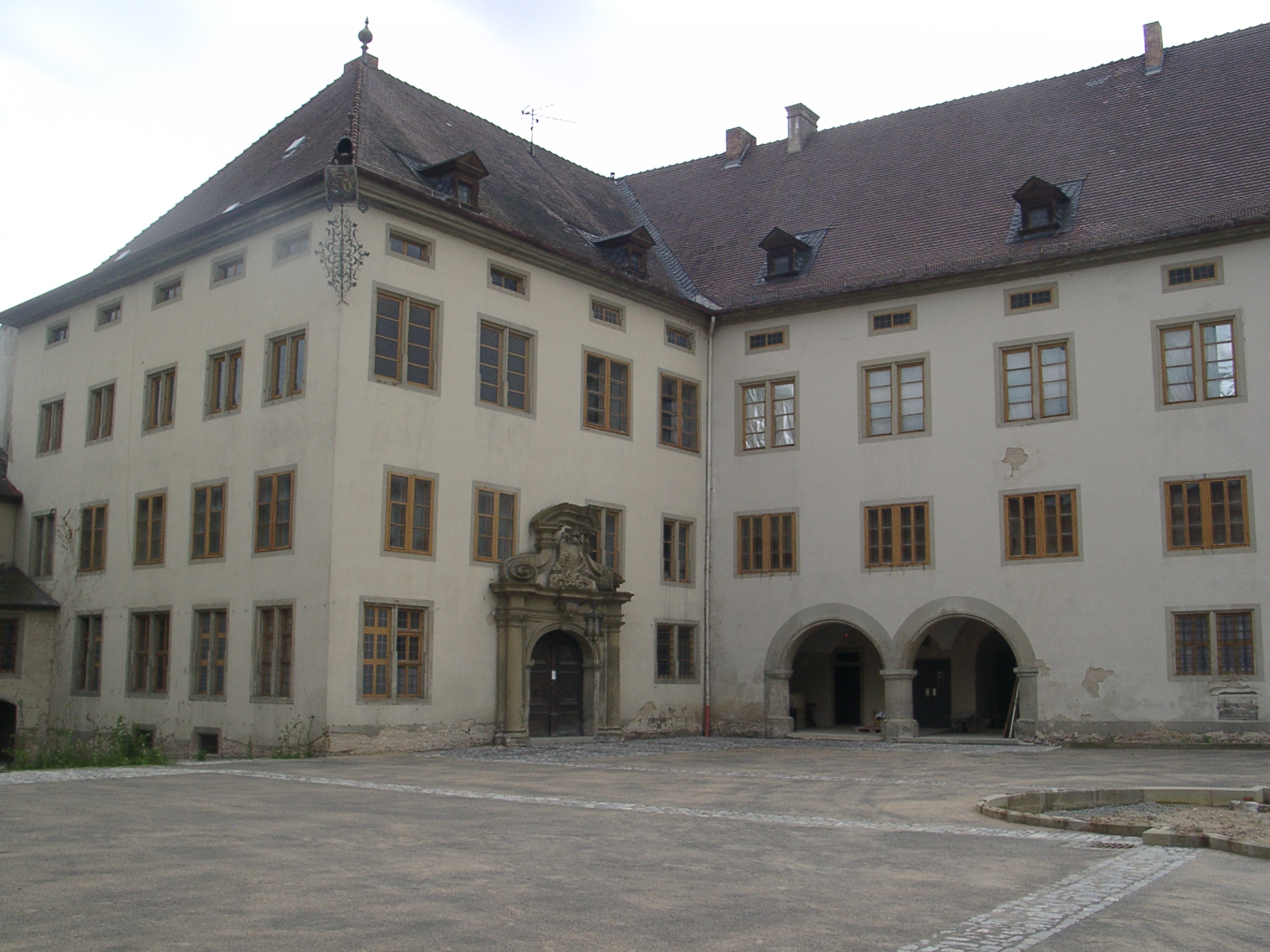
Wiesentheid

Wiesentheid este o comună-târg din districtul Kitzingen, regiunea administrativă Franconia Inferioară, landul Bavaria, Germania.